# 홀심
홀심(Holcim)은 스위스에 위치한 홀심그룹의 글로벌 건축재료 및 골재 대표 부서이다. 현재의 명칭은 2001년에 변경된 것으로, 홀데르방크 시멘트(Holderbank Ciment)의 약칭이다.
원래의 기업은 2015년 7월 10일 라파즈와 합병하여 새 기업 라파즈홀심(LafargeHolcim)이 설립되었고 이후 2021년 홀심그룹으로 사명이 변경되었다. 이 합병이 완료는 되었지만 '홀심'이라는 브랜드는 그룹 내에서 계속 유지되고 있다.
1912년 설립된 이 기업은 프랑스로 확장한 이후 1920년대에 유럽과 중동으로 확장했다. 1950년대에 아메리카로 확장하였고 1958년 공개 기업이 되었다. 이 기업은 라틴아메리카로 확장을 계속하였고 아시아 부서를 1970년대와 1980년대에 추가하였다.

## 개요
본사는 스위스 추크에 있으며 전 세계 70개국 이상에 사무소를 두고 있다.
이 기업의 제품으로는 시멘트, 클링커, 콘크리트, 라임, 골재, 지붕 자재를 포함한다. 또, 이 기업은 컨설팅 서비스, 서드파티 연구 및 개발, 토지 폐기물 관리 서비스를 제공한다.